# Popeye, Olive et Mimosa
Popeye, Olive et Mimosa ou Popeye et fils (Popeye and Son) est une série télévisée d'animation américaine en 26 épisodes de 8 à 16 minutes, produite par Hanna-Barbera et King Features Syndicate, et diffusée entre le 12 septembre et le 5 décembre 1987 sur le réseau CBS.
En France, la série a été diffusée en 1989 sur Canal+, puis rediffusion à partir de janvier 1993 dans l'émission Big Bang sur France 3, puis en 1995 sur France 2 dans Télévisator 2. Au Québec, la série a été diffusée en 1992 sur Radio-Canada dans Vazimolo et rediffusée en 2008 sur Prise 2.

## Synopsis
Popeye et sa petite-amie Olive Oyl sont mariés et ont un fils appelé Mimosa. Mimosa n'a pas hérité de son père la force surhumaine qui lui vient après avoir mangé des épinards. Pire, Mimosa déteste les épinards, ce qui est une grande déception pour son père.
Ce fut une nouvelle génération dans ce dessin animé : Gontran, l'ami de longue date de Popeye, a aussi commencé à ouvrir sa propre chaîne de restaurants de hamburger et fait de son mieux pour s'abstenir de manger ses hamburgers.
Le rival de Popeye, Brutus, s'est marié lui aussi avec une nouvelle épouse et ont aussi un fils appelé Tank.

## Voix

### Voix originales
- Maurice LaMarche : Popeye
- Josh Rodine : Mimosa (Junior)
- Marilyn Schreffler : Olive Oyl, Lizzie, Polly et Peggy
- Nancy Cartwright : Woody
- Kaleena Kiff (en) : Dee Dee
- Allan Melvin : Gontran (Wimpy) et Brutus (Bluto)
- David Markus : Tank
- Don Messick : Eugène le Jeep

### Voix françaises
- Pierre Trabaud : Popeye
- Luq Hamet : Mimosa
- Monique Thierry : Olive Oyl
- Francette Vernillat : Woody et Lizzie
- Stéphanie Murat : Dee Dee
- Anne Jolivet : Dee Dee (voix de remplacement)
- Sophie Gormezano : Polly, Peggy et voix féminines secondaires
- Francis Lax : Brutus, Eugène le Jeep, Gontran et personnages secondaires
- Jackie Berger : Tank et Francis

## Épisodes
1. L'attaque du monstre marin (Attack of the Sea Hag)
2. Heureux anniversaire (Happy Anniversary)
3. Le Monstre marin (The Sea Monster)
4. Le Pappy est l'arbre de la famille (Poopdeck Pappy and the Family Tree)
5. Le grand anniversaire du petit (Junior's Birthday Roundup)
6. Barbe rousse (Redbeard)
7. Les dessus de la vie d'en dessous (The Girl From Down Under)
8. Le Dinosaure (Olive Dinosaur Dilemma)
9. Le Paradis de Brutus (Bluto's Ware Pool)
10. Encore plus bizarre aujourd'hui que demain (Here Today, Goon Tomorrow)
11. En caviar ! Il faut sauver le picnic (Don't Give Up the Picnic)
12. Le trésor perdu (The Lost Treasure of Pirate Cove)
13. Il est génial le petit (Junior's Genie)
14. Olive est championne (Mighty Olive at the Bat)
15. Le petit Mimosa cherche du travail (Junior Get a Job)
16. Vive le surf ! (Surf Movie)
17. Le petit s'avance (Dr. Junior and Mr. Hyde)
18. Popeye le roi du surf ! (Popeye's Surfin's Adventure)
19. La grande décision (Split Decision)
20. L'Affaire du cambrioleur affamé (The Case of the Burger Burglar)
21. Dites le avec des fleurs (Orchid You Not)
22. Un peu de tenue, s'il vous plait (Ain't Mythbehavin')
23. Drôle de voisinage (There Goes the Neighborhood)
24. Merci bon prince (Prince of a Fellow)
25. Olive prend des vacances (Olive's Day Off)
26. Une demoiselle en détresse (Damsel in Distress)

## Commentaires
Ce fut la troisième série animée basée sur la bande dessinée d'Elzie Crisler Segar. C'était également la dernière série de dessins animés de Popeye par Hanna-Barbera.
Lors du doublage de la série en anglais, Maurice LaMarche a fourni la voix de Popeye dans cette série, succédant à Jack Mercer dans ce rôle. C'est aussi la première série de dessins animés Popeye qui a été produite depuis la mort de Mercer en 1984.
En 1987, la série avait été doublée en français par le studio SOFI. Pierre Trabaud, qui avait été la voix française de Popeye depuis plus de 40 ans, a décidé de continuer de doubler la voix de cet éternel héros de bande dessinée dans cette série. Luq Hamet, qui est notamment connu pour avoir doublé Michael J. Fox dans la trilogie Retour vers le futur, avait vécu une grande expérience d'avoir doublé Mimosa. Monique Thierry, qui avait doublé Olive Oyl depuis plus de 40 ans, a également décidé de continuer de doubler la voix de la petite-amie de Popeye. Francis Lax a fourni la voix de Brutus dans cette série, succédant à Claude Bertrand (décédé en 1986) dans ce rôle. Il doubla également Eugène le Jeep et Gontran, ainsi qu'une majeure partie des personnages secondaires dans cette série.